# Liste der denkmalgeschützten Objekte in Engelhartstetten
Die Liste der denkmalgeschützten Objekte in Engelhartstetten enthält die 20 denkmalgeschützten, unbeweglichen Objekte der niederösterreichischen Marktgemeinde Engelhartstetten im Bezirk Gänserndorf.

## Denkmäler
| Foto |                 | Denkmal | Standort                                                      | Beschreibung | Metadaten |
| ---- | --------------- | --- | ------------------------------------------------------------- | --- | --- |
| ja   | Datei hochladen | Archäologie, Wüstung und Hausberg Grafenweiden HERIS-ID: 10229 Objekt-ID: 6282seit 2012                    | Niederweiden 3, bei Standort KG: Engelhartstetten             | In dem früher bedeutenden barocken Park mit zentraler Hauptallee sind als Reste der befestigten Anlage Grafenweiden die Gräben und Umwallungen erhalten. | BDA-Hist.: Q38061140 Status: Bescheid Stand der BDA-Liste: 2025-06-30 Name: Archäologie, Wüstung und Hausberg Grafenweiden GstNr.: 557, 379, 380, 381, 382, 383, 384, 385, 390 391 392 524/1, 378, 386 Fasangarten (Niederweiden)                                                                            |
| ja   | Datei hochladen | Schloss Niederweiden samt Wildküche HERIS-ID: 10228 Objekt-ID: 6281                                        | Niederweiden 1, u. a. Standort KG: Engelhartstetten           | Das Schloss Niederweiden wurde 1693/1694 von Johann Bernhard Fischer von Erlach für Ernst Rüdiger von Starhemberg als Jagdschloss errichtet, ging 1725 an Prinz Eugen von Savoyen und erhielt sein heutiges Aussehen unter Maria Theresia um 1765 durch den Hofarchitekten Nikolaus von Pacassi. Die Malereien des Festsaals stammen von Jean-Baptiste Pillement. Ab 1945 kam es zu einem zunehmenden Verfall des Schlosses. Ab 1980 wurde es wiederhergestellt. Im Bereich des Parks befand sich die Burg Grafenweiden, die erstmals 1337 erwähnt ist, jedoch zur Gänze abgetragen wurde. | BDA-Hist.: Q536582 Status: Bescheid Stand der BDA-Liste: 2025-06-30 Name: Schloss Niederweiden samt Wildküche GstNr.: 388/1 Schloss Niederweiden |
| ja   | Datei hochladen | Schafflerhof (Wohnobjekt, Stallgebäude und Scheune), Ökonomie Niederweiden HERIS-ID: 10230 Objekt-ID: 6283 | Niederweiden 3 (Gutshof) Standort KG: Engelhartstetten        | Der Wirtschaftshof und die Schäferei des Schlosses Niederweiden bilden eine Baugruppe aus niedrigen Gebäuden. | BDA-Hist.: Q38061179 Status: Bescheid Stand der BDA-Liste: 2025-06-30 Name: Schafflerhof (Wohnobjekt, Stallgebäude und Scheune), Ökonomie Niederweiden GstNr.: 411 Schafflerhof (Niederweiden) |
| ja   | Datei hochladen | Kath. Pfarrkirche hl. Markus HERIS-ID: 10232 Objekt-ID: 6285                                               | gegenüber Untere Hauptstraße 28 Standort KG: Engelhartstetten | Die in der Angermitte gelegene Pfarrkirche hl. Markus ist eine schlichte barocke Dorfkirche aus der zweiten Hälfte des 17. Jahrhunderts. Ihr Langhaus wird von einem mächtigen Satteldach gedeckt und durch Rundbogenfenster geöffnet. Der Chor ist so breit wie das Langhaus. Der Westturm wird von einem Spitzhelm bekrönt. Im Osten ist eine kleine Sakristei angebaut. | BDA-Hist.: Q38061241 Status: § 2a Stand der BDA-Liste: 2025-06-30 Name: Kath. Pfarrkirche hl. Markus GstNr.: 157 Pfarrkirche hl. Markus, Engelhartstetten |
| ja   | Datei hochladen | Kath. Pfarrkirche, Wallfahrtskirche hl. Ägydius HERIS-ID: 10242 Objekt-ID: 6295                            | bei Schloßhofer Straße 13 Standort KG: Groißenbrunn           | Die weithin sichtbar im Norden des Ortes gelegene, von einem Friedhof umgebene und gegen Westen ausgerichtete Pfarrkirche hl. Ägydius ist eine große barocke Wallfahrtskirche, die 1763 durch Josef Gerl vollendet wurde. Die hochgezogene Turmfassade mit strenger Lisenengliederung und Segmentbogenportal wird über ihrem Dreieckgiebel von einem Fassadenturm mit großen Schallfenstern und einem Spitzhelm von 1825 bekrönt. Das große Langhaus ist ebenfalls durch Lisenen gegliedert und ist durch Segmentbogenfenster geöffnet. Der eingezogene Chor wird von niedrigen Seitenkapellen flankiert. | BDA-Hist.: Q38061612 Status: § 2a Stand der BDA-Liste: 2025-06-30 Name: Kath. Pfarrkirche, Wallfahrtskirche hl. Ägydius GstNr.: 75 Pfarrkirche Groißenbrunn |
| ja   | Datei hochladen | Pfarrhof HERIS-ID: 49784 Objekt-ID: 53916                                                                  | Schloßhofer Straße 13 Standort KG: Groißenbrunn               | Der südlich der Kirche gelegene Pfarrhof ist ein zweigeschoßiger Bau mit einfacher Fassadengliederung, der 1868 erstmals urkundlich erwähnt wurde. Im Inneren befinden sich barocke Figuren der hll. Maria und Florian aus der ersten Hälfte des 18. Jahrhunderts sowie ein Kruzifixusbild des 19. Jahrhunderts. | BDA-Hist.: Q38036073 Status: Bescheid Stand der BDA-Liste: 2025-06-30 Name: Pfarrhof GstNr.: 68 |
| ja   | Datei hochladen | Friedhofstor HERIS-ID: 10792 Objekt-ID: 6855                                                               | bei Schloßhofer Straße 15 Standort KG: Groißenbrunn           | Südlich der Kirche befindet sich ein barockes Friedhofstor aus dem 18. Jahrhundert mit Torpfeilerfiguren. | BDA-Hist.: Q38080482 Status: § 2a Stand der BDA-Liste: 2025-06-30 Name: Friedhofstor GstNr.: 330/17 |
| ja   | Datei hochladen | Figurenbildstock Gnadenstuhl HERIS-ID: 10243 Objekt-ID: 6296                                               | Standort KG: Groißenbrunn                                     | Auf dem Gelände der Mariabründlkapelle befindet sich ein Gnadenstuhl-Bildstock. | BDA-Hist.: Q38061651 Status: § 2a Stand der BDA-Liste: 2025-06-30 Name: Figurenbildstock Gnadenstuhl GstNr.: 315/12 Gnadenstuhl (Groißenbrunn) |
| ja   | Datei hochladen | Bildstock Tabernakelpfeiler HERIS-ID: 10701 Objekt-ID: 6762                                                | Standort KG: Groißenbrunn                                     | Auf dem Gelände der Mariabründlkapelle befindet sich ein Tabernakelpfeiler. | BDA-Hist.: Q38076900 Status: § 2a Stand der BDA-Liste: 2025-06-30 Name: Bildstock Tabernakelpfeiler GstNr.: 315/12 Tabernakelpfeiler (Groißenbrunn) |
| ja   | Datei hochladen | Kath. Pfarrkirche hl. Magdalena HERIS-ID: 10233 Objekt-ID: 6286                                            | Ortsstraße 59 Standort KG: Loimersdorf                        | Die in der Ortsmitte von Loimersdorf gelegene Pfarrkirche hl. Magdalena ist ein kleiner barocker Bau mit einem im Kern gotischen Chor und im Kern gotischen Turm, der möglicherweise ein ehemaliger Wehrturm des 14. Jahrhunderts ist. Die schlichte Westfassade ist mit 1726 bezeichnet. Das Langhaus ist durch Rundbogenfenster geöffnet. Der polygonale Chor ist wenig eingezogen. Gegen Norden erhebt sich der gedrungene, spitzhelmbekrönte Turm. Im Süden befindet sich die Sakristei aus der Mitte des 19. Jahrhunderts. | BDA-Hist.: Q22692868 Status: § 2a Stand der BDA-Liste: 2025-06-30 Name: Kath. Pfarrkirche hl. Magdalena GstNr.: 235/2 Pfarrkirche Loimersdorf |
| ja   | Datei hochladen | Kath. Pfarrkirche hl. Georg HERIS-ID: 10235 Objekt-ID: 6288                                                | bei Markthof 33 Standort KG: Markthof                         | Die im Westen des Ortes gelegene Pfarrkirche hl. Georg, ursprünglich Teil einer mittelalterlichen Wehranlage, ist eine kleine, im Kern romanische Kirche des 13. Jahrhunderts mit gedrungenem Nordostturm, die im 17. Jahrhundert und 1766 barock umgebaut und erweitert wurde. Ihr Äußeres ist schlicht gestaltet. Das Langhaus einen romanischen Kernbau und gegen Norden einen seitenschiffähnlichen barocken Anbau des 18. Jahrhunderts. Gegen Westen sind mächtige Strebepfeiler zu sehen. Das rundbogige Westportal ist vermauert. Der Bau ist großteils durch barocke Segmentbogenfenster geöffnet. Der barocke Chor des 17. Jahrhunderts ist eingezogen. Im Nordosten erhebt sich der dreigeschoßige Turm, in dessen Erdgeschoß romanisches Quadermauerwerk freigelegt wurde. Darüber befinden sich Schießscharten. Das Glockengeschoß ist mit Doppelschallfenstern ausgestattet und wird von einem Spitzhelm bekrönt. | BDA-Hist.: Q38061347 Status: § 2a Stand der BDA-Liste: 2025-06-30 Name: Kath. Pfarrkirche hl. Georg GstNr.: 197, 198 Pfarrkirche Markthof |
| ja   | Datei hochladen | Figurenbildstock hl. Johannes Nepomuk HERIS-ID: 84961seit 2023                                             | in der Marchau Standort KG: Markthof                          | Die mit 1722 bezeichnete Statue des hl. Johannes Nepomuk markierte einen Übergang über die March. | BDA-Hist.: Q119231383 Status: Bescheid Stand der BDA-Liste: 2025-06-30 Name: Figurenbildstock hl. Johannes Nepomuk GstNr.: 85/6 |
| ja   | Datei hochladen | Schloss Hof HERIS-ID: 10236 Objekt-ID: 6289                                                                | Schloss Hof 1 Standort KG: Markthof                           | Die Schlossanlage wurde um 1627 auf einer Geländekante und östlich der gelegenen mittelalterlichen Feste Hof errichtet. Nachdem 1725 Prinz Eugen die Anlage erworben hatte, baute er diese mit dem Architekten Johann Lucas von Hildebrandt und dem ausführenden Baumeister Johann Georg Wimpassinger zu einem repräsentativen Landsitz aus. 1755 kam das Schloss in den Besitz von Maria Theresia. Von 1773 bis 1775 erfolgte ein Um- und Ausbau durch Franz Anton Hillebrandt. | BDA-Hist.: Q696851 Status: Bescheid Stand der BDA-Liste: 2025-06-30 Name: Schloss Hof GstNr.: 1 Schloss Hof |
| ja   | Datei hochladen | Ehem. Schlosstaverne HERIS-ID: 10238 Objekt-ID: 6291                                                       | Schloss Hof 1, bei Standort KG: Markthof                      | Die ehemalige Schlosstaverne ist eine der vierflügeligen Gebäudeeinheiten des Meierhofs. | BDA-Hist.: Q38061447 Status: Bescheid Stand der BDA-Liste: 2025-06-30 Name: Ehem. Schlosstaverne GstNr.: 67 |
| ja   | Datei hochladen | Marchdammkapelle hl. Florian HERIS-ID: 10234 Objekt-ID: 6287                                               | Standort KG: Markthof                                         | Die Gedächtniskapelle hl. Florian, weithin sichtbar im Osten des Ortes gelegen, wurde anlässlich der Vollendung des Hubertus- oder Marchdammes errichtet und ist mit 1904/05 bezeichnet. | BDA-Hist.: Q1893439 Status: § 2a Stand der BDA-Liste: 2025-06-30 Name: Marchdammkapelle hl. Florian GstNr.: 89/9 Marchdammkapelle Markthof |
| ja   | Datei hochladen | Pranger, Pfeiler HERIS-ID: 10237 Objekt-ID: 6290                                                           | Standort KG: Markthof                                         | Der Pranger in der Ortsmitte ist ein schlichter, abgefaster Pfeiler aus dem 17. Jahrhundert. | BDA-Hist.: Q38061409 Status: § 2a Stand der BDA-Liste: 2025-06-30 Name: Pranger, Pfeiler GstNr.: 764/4 |
| ja   | Datei hochladen | Meierhof sowie Park- und Gartenanlage Schloss Hof HERIS-ID: 10239 Objekt-ID: 6292                          | Schloss Hof 1 Standort KG: Markthof                           | Nördlich an das Schloss schließt ein Meierhof und eine barocke, terrassierte Parkanlage an. | BDA-Hist.: Q38061475 Status: Bescheid Stand der BDA-Liste: 2025-06-30 Name: Meierhof sowie Park- und Gartenanlage Schloss Hof GstNr.: 65, 66, 68/1, 68/2, 743, 1, 2, 4/1, 6, 7, 8, 57/1, 62, 63, 64, 69, 70, 71, 72, 73, 352/2, 726/1, 726/3, 726/5, 727/1, 727/2, 729/3, 726/6, 728 Meierhof of Schloss Hof |
| ja   | Datei hochladen | Teilbereich der Kuruzzenschanze HERIS-ID: 206286seit 2020                                                  | Standort KG: Markthof                                         | Die Befestigungsanlage (Erdwall mit Palisaden und kleinen Forts) wurde in den Jahren 1703/04 erbaut und bis zum Ende des 18. Jahrhunderts betrieben. Der Wall sollte die kaiserlichen Truppen der Habsburger im Kampf gegen die Kuruzzen unterstützen – bäuerliche Aufständische aus Ungarn im Gefolge des Aufstandes von Franz II. Rákóczi (1704–1711) – und den Zugang von Ungarn nach Wien sperren. Siehe auch Kuruzzenschanze. | BDA-Hist.: Q107871883 Status: Bescheid Stand der BDA-Liste: 2025-06-30 Name: Teilbereich der Kuruzzenschanze GstNr.: 85/6, 81/1, 81/3 Kuruzzenschanze, Austria |
| ja   | Datei hochladen | Kath. Pfarrkirche hl. Johannes Nepomuk HERIS-ID: 10240 Objekt-ID: 6293                                     | bei Dorfstraße 1 Standort KG: Stopfenreuth                    | Die den nördlichen Dorfabschluss bildende Pfarrkirche hl. Johannes Nepomuk ist eine gedrungene, barocke Dorfkirche, die im Jahr 1737 erbaut wurde. Die Westturmfassade ist durch Pilaster und ein umlaufendes Gesims gegliedert, darüber ist ein giebelähnlicher Übergang zum Fassadenturm zu sehen, der von einem Zwiebelhelm bekrönt wird und über große rundbogige Schallfenster verfügt. Das schlichte Langhaus hat Rundbogenfenster. Der Chor ist eingezogen. Im Osten liegt ein kleiner Sakristeianbau. | BDA-Hist.: Q22694093 Status: § 2a Stand der BDA-Liste: 2025-06-30 Name: Kath. Pfarrkirche hl. Johannes Nepomuk GstNr.: 3/1 Pfarrkirche (Stopfenreuth) |
| ja   | Datei hochladen | Pranger/Pfeiler mit Kugel und Schließeisen HERIS-ID: 10241 Objekt-ID: 6294                                 | bei Dorfstraße 17 Standort KG: Stopfenreuth                   | Der in der Ortsmitte sich erhebende, mit Kugel und Schließeisen ausgestattete Pranger aus der ersten Hälfte des 17. Jahrhunderts wurde 1733 wiederhergestellt. | BDA-Hist.: Q38061562 Status: § 2a Stand der BDA-Liste: 2025-06-30 Name: Pranger/ Pfeiler mit Kugel und Schließeisen GstNr.: 540 |